# Wolfgang Panofsky
Wolfgang Kurt Hermann "Pief" Panofsky (24 de abril de 1919 - 24 de septiembre de 2007) fue un físico germano-estadounidense que ganó diversos premios, incluyendo a la Medalla Nacional de Ciencia. 

## Biografía
Panofsky nació en Berlín, en la antigua República de Weimar. Fue hijo del historiador de arte judío Erwin Panofsky. Pasó su niñez en Hamburgo, donde su padre era profesor de historia del arte. A los 15 años se mudó con su familia a los Estados Unidos e ingresó a la Universidad de Princeton. Recibió su bachillerato universitario en ciencias en 1938 y obtuvo su Doctorado en física por el Instituto de Tecnología de California en 1942. En abril del mismo año se naturalizó como ciudadano estadounidense.

## Carrera académica
De 1945 a 1951, Panofsky ocupó el cargo de asistente y luego de profesor asociado en la Universidad de California, Berkeley, antes de establecerse permanentemente como profesor de física en la Universidad de Stanford. Entre 1961 y 1984, fue director del Laboratorio Nacional de Aceleradores SLAC y continuó laborando como director emérito. También formó parte de la junta directiva de la Asociación de control de armas desde 1996 hasta 1999 y siguió siendo director emérito hasta su muerte.
Panofsky fue miembro de la junta de patrocinadores del Bulletin of the Atomic Scientists, ganó la Medalla Matteucci en 1996 por sus contribuciones a la física, y recibió la Medalla Nacional de Ciencia, la Medalla Franklin (1970), la Medalla Ernest O. Lawrence, el Premio Leo Szilard y el Premio Enrico Fermi.  
Durante sus días de universidad, Panofsky fue llamado «Pief» por los estudiantes que encontraron su nombre impronunciable. Su apodo de la infancia parecía adaptarse al físico entusiasta y permaneció con él durante toda su larga vida. Su hermano mayor, Hans A. Panofsky, era «un científico atmosférico que enseñó en la Universidad Estatal de Pensilvania durante 30 años y que recibió varios avances en el estudio de la meteorología». Su padre, Erwin Panofsky, fue un profesor distinguido en el Institute for Advanced Study de Princeton (Nueva Jersey). En 1999, el «Panofsky Lane», en el complejo de viviendas de la facultad de ese Instituto, fue nombrado en honor de Erwin Panofsky.
Panofsky murió a la edad de 88 años, el 24 de septiembre de 2007 en Los Altos (California), de un ataque al corazón. Permaneció activo en SLAC hasta su último día de vida.

## Premios
- Premio Ernest Orlando Lawrence (1961)
- Premio al Servicio de los alumnos distinguidos, Instituto de Tecnología de California (1966)
- Premio al Científico del Año de California (1967)
- Medalla Nacional de Ciencia (1969)
- Medalla Franklin (1970)
- Premio Anual al Servicio Público, Federación de científicos estadounidenses (1973)
- Premio Enrico Fermi (1979)
- Premio Leo Szilard (1982)
- Salón de la Fama en Ciencia, Fundación Shoong (1983)
- Premio Hilliard Roderick (AAAS-1991)
- Doctorado honorario de la Facultad de Matemáticas y Ciencias de la Universidad de Upsala, Suecia[7]
- Medalla Matteucci (Roma, 1997)
- Premio Internacional Científico y Tecnológico de la República Popular China (2001)

## Publicaciones
- Electricidad clásica y magnetismo por Wolfgang Panofsky y Melba Phillips (1955, 1962, 1983 y 1990).